# Ovunque sei
Ovunque sei è un film del 2004 diretto da Michele Placido, con Stefano Accorsi, Violante Placido, Barbora Bobuľová e Stefano Dionisi.
Il film ha partecipato alla 61ª Mostra internazionale d'arte cinematografica di Venezia, ed ha suscitato molto scalpore per la scena in cui Stefano Accorsi e Violante Placido, figlia del regista, appaiono completamente nudi.

## Trama
Storia d'amore nel mondo ospedaliero con protagonisti due medici, un'allieva e un primario, che in seguito a un incidente sconfina in una crisi di identità.

## Riconoscimenti
- Nastri d'argento 2005: migliore fotografia